# Castillo de Terena
El Castillo de Terena, en Alentejo, se encuentra en el pueblo y la parroquia de Terena, municipio de Alandroal, Distrito de Évora, en Portugal.
En una posición dominante en la cima de una colina, integró la línea de defensa del río Guadiana, junto con los castillos de Jurumeña, Alandroal, Monsaraz y Mourão.
El castillo de Terena está clasificado desde 1946 como Monumento nacional

## Historia

### Antecedentes
Aunque la primitiva ocupación humana de la región se remonta a la prehistoria, no hay información sobre el primitivo asentamiento o fortificación de la actual Terena.

### El castillo medieval
La información documental más antigua sobre el asentamiento data del reinado del rey  Afonso III (1248-1279), cuando el caballero real Gil Martins y su esposa, D. Maria João, le otorgaron un estatuto en 1262. Aunque no se conoce una fecha precisa para el inicio de las obras de construcción del castillo, se cree que tuvo lugar durante este período, ya que la frontera del  Alto Guadiana tenía una importancia estratégica para la Corona portuguesa, y dado el interés mostrado por el rey  D. Dinis (1279-1325) en la consolidación de esta zona, que también estaba asegurada por los castillos de Elvas, Jurumeña y Alandroal.
Bajo el reinado de D. Fernando (1367-1387) se menciona el castillo y su barbacana (1380), lo que indica que las obras de fortificación estaban en curso.
Después de la crisis de 1383-1385, el rey  Juan I (1385-1433) donó los dominios de la ciudad a la Orden de Avis, lo que algunos autores entienden como una indicación de los trabajos de recuperación y modernización de su defensa.
 D. Juan II (1481-1495) nombró a Nuno Martins da Silveira (1482) como Alcaide mayor de la ciudad, nombre asociado a los trabajos de reconstrucción del castillo. Esta extensa campaña de obras continuó en las primeras décadas del siglo XVI, bajo el reinado de  D. Manuel I (1495-1521) y se completaron las obras de la torre del homenaje y el palacio de alcaldes. En esta etapa, el castillo está representado por Duarte de Armas. El proyecto de la torre se atribuye a los arquitectos del reino, los hermanos Diogo y Francisco de Arruda.

### Desde la Guerra de Restauración hasta la actualidad
En el contexto de la  Guerra de Restauración de la Independencia de Portugal, se descuidó la posición defensiva del castillo en detrimento de la fortificación de la Praça-forte de Elvas, que concentró los esfuerzos de los arquitectos militares. Aunque por esta razón no tuvo obras de modernización en el período, sino sólo de refuerzo, como muestra la Porta das Asstidas, centrada hacia España, su defensa sufrió daños bajo el ataque de las tropas bajo el mando del  Duque de San Germán.
En el siglo XVIII, sufrió más daños causados por el terremoto de Lisboa de 1755.
El castillo está clasificado como Monumento Nacional por Decreto publicado el 2 de junio de 1946.
Sin embargo, la intervención pública no tuvo lugar hasta 1937, a través de la Dirección General de Edificios y Monumentos Nacionales (DGEMN), en una campaña que incluía la reconstrucción de un paño de pared y la reinvención de las almenas. Más recientemente, pasando al encargo de IPPAR, en los años 80 se promovieron trabajos en la Torre del homenaje, entre los que destaca la reconstrucción de bóvedas. Algunos críticos notan que los elementos arquitectónicos originales han sido manipulados en estas campañas, desfigurando así el monumento.
Desde el año 2000, los locales del castillo se han utilizado como escenario de la reunión anual de Inter-Medieval, una asociación internacional de sociedades de recreación histórica medieval fundada ese año por la «Orden de la Caballería del Sagrado Portugal». Uno de los puntos culminantes de estos encuentros es la recreación de un torneo medieval.

## Características
De dimensiones modestas, el castillo tiene una forma  pentagonal irregular, con cuatro torres de planta  circular dispuestas asimétricamente, sólo una protege un ángulo de la muralla.
Aunque fue imaginada por Duarte de Armas, la entrada primitiva del castillo no es muy conocida. Su diseño revela un acceso directo, protegido a ambos lados por cubos asociados a la torre del homenaje, en medio de uno de los paños de la muralla.
La torre muestra una planta cuadrangular, dividido internamente en dos pisos. Está construida mediante bloques de piedra, tiene aspilleras cruciformes, una puerta de capitulación de cuerpo entero y mostradores manuelinos,superados por la campana de entrada.
La defensa de la actual puerta manuelina, en codo, rematada por dos grandes arcosdemedio punto, con imposición marcada y decorada con bolas y entrelazados, se complementa con una pequeña barbacana, a cuya terraza de crestería se llega por un adarve. La renovación del portón y la torre del homenaje, cuyo interior se dejó sentir en su momento, se atribuye a los hermanos Diogo y Francisco de Arruda, hacia 1514.
En el lado opuesto de la puerta principal, la «Puerta del Campo», también conocida como «Puerta del Sol», está rasgada en la muralla. Fue construida durante las obras promovidas a finales del siglo XVII y aún conserva la primitiva estructura  dionisíaca, en un arco de estilo gótico, flanqueado por dos torres de planta circular.